# Fédération portugaise de handball
La Fédération portugaise de handball (FPH), est la fédération qui guide et réglemente les compétitions de handball au Portugal.
En 1931, la première fédération de handball a été créée à Lisbonne, suivie en 1932 par la fédération de Porto. La Fédération portugaise de handball est fondée le 1er mai 1939 par les associations de handball de Porto, Coimbra et Lisbonne. 
En 1946, la fédération est devenue l'un des membres fondateurs de la Fédération internationale de handball, puis, en 1991, de la Fédération européenne de handball.
Au cours de la première décennie du XXIe siècle, la Fédération a eu un conflit juridique et de lobbying avec la Liga Portuguesa de Clubes de Andebol, une organisation indépendante éphémère qui cherchait à superviser le handball professionnel de club au Portugal. Depuis 2008, elle est redevenue la seule instance dirigeante du handball au Portugal.

## Compétitions organisées
| Hommes - Championnat - Coupe - Supercoupe (en) - Supercoupe ibérique | Femmes - Championnat - Coupe - Supercoupe - Supercoupe ibérique (es) |

## Équipes
- Équipe du Portugal masculine de handball
- Équipe du Portugal féminine de handball

## Distinctions
Le 18 mai 2023, la fédération reçoit le grade de Membre honoraire de l'Ordre du Mérite.

## Compétitions organisées
- Championnat du monde C masculin de handball 1986
- Championnat d'Europe masculin de handball 1994
- Championnat du monde masculin de handball 2003